# The Need of Love
Albums de Earth, Wind & Fire
Earth, Wind & Fire
(1971) Last Days and Time
(1972)
Singles
1. I Think About Lovin' You
Sortie : janvier 1972

The Need of Love est le deuxième album studio du groupe américain Earth, Wind and Fire, sorti en novembre 1971 chez Warner Bros. Records. Il est produit par Joe Wissert. C'est le dernier album studio du groupe paru sur le label Warner Bros. Records.

## Liste des titres
| 1. | Energy | - Wade Flemons - Sherry Scott - Maurice White - Don Whitehead | 9:39 |
| 2. | Beauty | - Flemons - White - Whitehead                                 | 4:14 |

| 3. | I Can Feel It In My Bones | - Flemons - White - Whitehead   | 5:04 |
| 4. | I Think About Lovin' You  | Sherry Scott                    | 6:02 |
| 5. | Everything Is Everything  | - Richard Evans - Phil Upchurch | 6:46 |

## Crédits
- Sherry Scott - chant
- Wade Flemons - chant
- Jean Carne - chant, chœurs
- Chet Washington - saxophone ténor
- Alex Thomas - trombone
- Michael Beal - guitare, harmonica
- Don Whitehead - piano acoustique et électrique, chant
- Doug Carn – orgue Hammond B3
- Verdine White - basse
- Maurice White - batterie, chant, percussion, kalimba
- Yackov Ben Israel - percussion, congas
- Oscar Brashear - solo de trompette

## Classements
| Classement (1971)          | Meilleure position |
| -------------------------- | ------------------ |
| États-Unis (Billboard 200) | 89                 |
| États-Unis (Top Soul LPs)  | 35                 |